# Saison 2010-2011 des Blue Jackets de Columbus
Autres saisons
Saison précédente Saison suivante
La saison 2010-2011 des Blue Jackets de Columbus est la 10e saison de la franchise de hockey sur glace et leur 10e saison au sein de la Ligue nationale de hockey.

## Match préparatoire

### Septembre
| No | Date         | Visiteur                 | Heure | Score | Domicile                 | Fiche | Aréna                | Poste de Télévision | Poste de Radio |
| -- | ------------ | ------------------------ | ----- | ----- | ------------------------ | ----- | -------------------- | ------------------- | -------------- |
| 1  | 21 septembre | Blue Jackets de Columbus | 19h00 | 5-2   | Thrashers d'Atlanta      | 1-0-0 | Philips Arena        | aucun poste         |                |
| 2  | 22 septembre | Capitals de Washington   | 19h00 | 6-2   | Blue Jackets de Columbus | 1-1-0 | Nationwide Arena     | CSN-DC              |                |
| 3  | 24 septembre | Penguins de Pittsburgh   | 19h00 | 5-4   | Blue Jackets de Columbus | 1-2-0 | Nationwide Arena     | FSN Pittsburgh (HD) |                |
| 4  | 25 septembre | Blue Jackets de Columbus | 19h00 | 1-3   | Penguins de Pittsburgh   | 1-3-0 | Consol Energy Center | WPCW                |                |
| 5  | 28 septembre | Wild du Minnesota        | 19h00 | 2-3   | Blue Jackets de Columbus | 2-3-0 | Nationwide Arena     | aucun poste         |                |
| 6  | 30 septembre | Blue Jackets de Columbus | 20h00 | 4-2   | Wild du Minnesota        | 3-3-0 | Xcel Energy Center   | KSTC (HD)           |                |

### Octobre
| No | Date        | Visiteur                 | Heure | Score | Domicile                 | Fiche | Aréna            | Poste de Télévision | Poste de Radio |
| -- | ----------- | ------------------------ | ----- | ----- | ------------------------ | ----- | ---------------- | ------------------- | -------------- |
| 7  | 1er octobre | Blue Jackets de Columbus | 19h00 | 3-5   | Capitals de Washington   | 3-4-0 | Verizon Center   | aucun poste         |                |
| 8  | 2 octobre   | Thrashers d'Atlanta      | 18h00 | 3-4   | Blue Jackets de Columbus | 4-4-0 | Nationwide Arena | aucun poste         |                |
| 9  | 5 octobre   | Blue Jackets de Columbus | 13h00 | 4-1   | Malmö Redhawks           | 5-4-0 | Malmö Arena      | aucun poste         |                |

## Joueurs

### Arrivées
| Joueur         | Date           | Contrat | Salaire    | Ancienne franchise      |
| Gustaf Wesslau | 5 mai 2010     | 1 an    | 790,000$   | Djurgården Hockey       |
| Kyle Wilson    | 2 juillet 2010 | 1 an    | 600,000$   | Capitals de Washington  |
| Nate Guenin    | 2 juillet 2010 | 1 an    | 575,000$   | Penguins de Pittsburgh  |
| David LeNeveu  | 7 juillet 2010 | 1 an    | 550,000$   | EC Red Bull Salzbourg   |
| Ben Guité      | 18 août 2010   | 1 an    | 575,000$   | Predators de Nashville  |
| Oliver Gabriel | 7 octobre 2010 | 3 ans   | 1,870,000$ | Winterhawks de Portland |

### Départs
| Joueur         | Date           | Contrat | Salaire  | Franchise suivante     |
| Nathan Paetsch | 7 juillet 2010 | 1 an    | 525,000$ | Panthers de la Floride |
| Greg Moore     | 9 juillet 2010 | 1 an    | 550,000$ | Flyers de Philadelphie |
| Mathieu Roy    | 3 mars 2010    | 1 an    | 600,000$ | Lightning de Tampa Bay |

### Réclamé au ballotage
| Joueur       | Date         | Ancienne Franchise |
| Ethan Moreau | 30 juin 2010 | Oilers d'Edmonton  |

### Prolongation de Contrat
| Joueur           | Contrat | Salaire    |
| Théo Ruth        | 3 ans   | 2,875,000$ |
| Cody Goloubef    | 3 ans   | 2,350,000$ |
| Steven Delisle   | 3 ans   | 1,750,000$ |
| Tomas Kubalik    | 3 ans   | 1,840,000$ |
| David Savard     | 3 ans   | 2,225,000$ |
| Tomas Kana       | 1 an    | 625,000$   |
| Derek MacKenzie  | 2 ans   | 1,200,000$ |
| Trevor Frischmon | 1 an    | 575,000$   |
| Jared Boll       | 2 ans   | 1,450,000$ |
| Tom Sestito      | 1 an    | 577,000$   |
| Chad Kolarik     | 1 an    | 550,000$   |
| Grant Clitsome   | 1 an    | 550,000$   |
| Anton Stralman   | 1 an    | 1,950,000$ |
| Mike Blunden     | 1 an    | 590,000$   |
| Ryan Johansen    | 3 ans   | 2,700,000$ |
| Steve Mason      | 2 ans   | 5,800,000$ |

## Choix au repêchage
| Ronde | Rang | Joueurs                   | Position       | Nationalité        | Équipe junior                                                      |
| 1     | 4    | Ryan Johansen             | Centre         | Canada             | Winterhawks de Portland (LHOu)                                     |
| 2     | 34   | Dalton Smith              | Ailier gauche  | Canada             | 67's d'Ottawa (LHO)                                                |
| 2     | 55   | Petr Straka               | Ailier gauche  | République tchèque | Océanic de Rimouski (LHJMQ)                                        |
| 4     | 94   | Brandon Archibald         | Défenseur      | États-Unis         | Greyhounds de Sault Ste. Marie (LHO)                               |
| 4     | 102  | Mathieu Corbeil Thériault | Gardien de but | Canada             | Mooseheads d'Halifax (LHJMQ)                                       |
| 5     | 124  | Austin Madaismky          | Défenseur      | Canada             | Blazers de Kamloops (LHOu)                                         |
| 6     | 154  | Dalton Prout              | Défenseur      | Canada             | Colts de Barrie (LHO)                                              |
| 7     | 184  | Martin Ouellette          | Gardien de but | Canada             | Kimball Union Academy (United States High School du New Hampshire) |

## Équipes affiliées
- Ligue américaine de hockey : Falcons de Springfield
- Ligue centrale de hockey : Komets de Fort Wayne